# 山城町尾又
山城町尾又（やましろちょうおまた）は、徳島県三好市の町名。2021年（令和3年）2月28日現在の人口は16人、世帯数は13世帯。郵便番号は779-5327。

## 地理
三好市の西部に位置。北は山城町赤谷、東は山城町仏子、南は山城町粟山、西は愛媛県四国中央市にそれぞれ接する。
地内の中央を白川谷川の支流である仏子谷川が流れている。

### 河川
- 仏子谷川

### 山岳
- 塩塚峰

## 歴史
- 2006年（平成18年）3月1日 - 三好郡山城町が三野町・池田町・井川町・東祖谷山村・西祖谷山村と合併して三好市が発足し、現在の町名となる。

## 世帯数と人口
2021年（令和3年）12月31日現在の世帯数と人口は以下の通りである。
| 町丁       | 世帯数 | 人口 |
| ---------- | ------ | ---- |
| 山城町尾又 | 13世帯 | 16人 |

## 小・中学校の学区
市立小・中学校に通う場合、学区は以下の通りとなる。
| 番地 | 小学校             | 中学校             |
| ---- | ------------------ | ------------------ |
| 全域 | 三好市立山城小学校 | 三好市立山城中学校 |

## 施設
- 塩塚高原展望台
- 閻魔峠

## 交通

### 鉄道
- 最寄駅はJR土讃線の小歩危駅。